# Ilmari Pakarinen
Veikko Ilmari Pakarinen (Vyborg, 12 settembre 1910 – 6 dicembre 1987) è stato un ginnasta finlandese.

## Palmarès

### Olimpiadi
- Bronzo a Los Angeles 1932 nel concorso a squadre.
- Bronzo a Berlino 1936 nel concorso a squadre.